# 601
601(육백일)은 600보다 크고 602보다 작은 자연수다.

## 수학
- 110번째 소수다. 앞의 소수는 쌍둥이 소수인 599, 다음 소수는 607이다.
- 16번째 중심있는 오각수다. 앞의 중심있는 오각수는 526, 다음은 681이다.
- 피타고라스 삼조의 빗변의 길이이다. ({\displaystyle 240^{2}+551^{2}=601^{2}})[a]

## 과학·기술
- NGC 601(독일어판, 프랑스어판): 고래자리 방향에 있는 렌즈형은하.
- 601 네서스(영어판): 소행성.
- 코스모스 601호(영어판): 소련의 인공위성.

## 교통

### 철도
- 한카이 전기 궤도 601형 전동차(일본어판)

### 도로
- 고속도로
  - 유럽 고속도로 601호선: 프랑스 니오르에서 라로셸까지 이어지는 유럽 고속도로.
- 기타 도로
  - 601번 지방도: 충청남도 금산군 부리면에서 추부면까지 이어지는 대한민국의 지방도.
  - 현도 제601호선

## 군사
- U-601(영어판, 독일어판): 제2차 세계 대전에 사용된 나치 독일의 군용 잠수함.

## 문화유산
- 대한민국의 보물 제601호: 대구 도학동 승탑

## 기타
- 날짜: 6월 1일
- 연도: 601년, 기원전 601년